# Thomas Hart Benton
Thomas Hart Benton (15 de Abril de 1889 - 19 de Janeiro de 1975) foi um pintor e muralista norte-americano. Ao lado de artistas como Grant Wood e John Steuart Curry, ele esteve à frente do movimento de arte Regional ou Figurativa Regionalista.
Seu estilo, composto por pinturas quase que esculpidas, retratou cenas da vida cotidiana dos Estados Unidos. Conquanto sua obras esteja associada ao Meio Oeste norte-americano, Benton pintou diversas cenas da cidade de New York, onde viveu por mais de duas décadas; dos vinhedos de Martha, região em que passava férias em grande parte de sua vida adulta; da América do Sul; e do Oeste dos Estados Unidos.